# Островът на съкровищата (филм, 1950)
„Островът на съкровищата“ (на английски: Treasure Island) е приключенски филм от 1950 г., продуциран от RKO-Walt Disney British Productions, и е адаптация на едноименния роман от 1883 г., написан от Робърт Луис Стивънсън. Режисьор е Брайън Хаскин, и участват Боби Дрискол като Джим Хокинс и Робърт Нютън като Джон Силвър. „Островът на съкровищата“ е първият игрален филм на Дисни и е първата екранна версия на „Островът на съкровищата“, който е оцветена в цвят. Той е заснет във Великобритания на мястото във Denham Film Studios, Бъкингамшър.